# (283141) Dittsche
(283141) Dittsche ist ein Asteroid des inneren Hauptgürtels, der am 28. Dezember 2008 von dem Amateurastronomen Rolf Apitzsch am Observatorium Wildberg (IAU-Code 198) entdeckt wurde.
(283141) Dittsche wurde am 26. Oktober 2018 nach der Kunstfigur Dittsche des Komikers Olli Dittrich benannt.